# Zjan Belenjuk
Zjan Belenjuk, född den 24 januari 1991 i Kiev, är en ukrainsk brottare som vann silver i 85 kg i grekisk-romersk stil för herrar i brottning vid olympiska sommarspelen 2016. Han har även vunnit två VM-guld och tre EM-guld.
Belenjuk blev 2019 invald i det ukrainska parlamentet för partiet Folkets tjänare.
Belenjuks far var pilot från Rwanda och dödades i inbördeskriget i Rwanda.